# Bamusso
Bamusso es un municipio del departamento de Ndian de la región del Sudoeste, Camerún. En noviembre de 2005 tenía una población censada de 19 230 habitantes.
Se encuentra ubicado cerca de la frontera con Nigeria y al norte de la ciudad más poblada del país, Duala.